# お〜い!竜馬
『お〜い!竜馬』（おーい りょうま）は、武田鉄矢（原作）、小山ゆう（作画）による日本の漫画。『少年ビッグコミック』（小学館）で1986年から連載を開始し、同誌と後継誌『ヤングサンデー』（1987年リニューアル創刊、1995年週刊化）に1996年まで連載された。単行本は小学館ヤングサンデーコミックスから全23巻（ワイド版・文庫版は全14巻、新装版は全12巻）。1992年にテレビアニメ化、2005年に舞台化された。2009年11月時点で累計発行部数は1500万部を記録している。

## 概要
幕末の英雄・坂本龍馬の生涯を、虚実を交えながら時にコミカルに時にシリアスに描いた作品。
「人間をズバズバと斬る漫画が描きたい」という小山に担当編集者が武田鉄矢原作で主役が人斬り以蔵の短編漫画を描かせようと判断し、小山に武田を仲介し会談させたものの、何故か武田に「主役が岡田以蔵」という話が伝わっておらず、小山に延々と龍馬の話を続けたことから徐々に小山が話に乗り気になり、連載が決定した。なお、連載当初は短編のつもりで描いていたため、ほぼフィクションである（後述）。
司馬遼太郎の小説『竜馬がゆく』に対抗し、『竜馬がゆく』が書いていない龍馬の幼少時代から描き始めるという形をとり、土佐藩上士による郷士差別など歴史的事実をベースにしながらも（なお、この時点で当初の目的「人間をズバズバと斬る」は達成されている）、龍馬と武市半平太（瑞山）、岡田以蔵の幼なじみ設定、ジョン・エリックというアメリカ人の漂流者を登場させ、海運業への憧れを幼少期の体験に根付くものとするという、小山・武田曰く「嘘と本当のギリギリのところを狙った」独自設定を展開した。なお、連載が長期になることが確定した青年編になったあと、ジョン・エリックは再登場し、実際に竜馬の所在が掴めなかった時期にエリックの船に乗って上海に行っていたという独自設定が登場している。その他のギリギリのところを狙った独自設定には、池田屋事件の際に竜馬が寺田屋に居合わせた、新撰組の沖田総司が龍馬と面識があった、龍馬と三吉慎蔵が14代将軍・徳川家茂と面会する、などがある。主に武田が持つ数多くの資料を基に、隙間を想像で埋めるようなストーリーの作り方をし、どのエピソードもその前後をしっかりつなげて描いたため、ほとんど違和感を覚えさせない物語展開になっている。そのため、それらをそのまま史実と解釈する読者も少なくない。
竜馬と武市と以蔵の幼なじみ設定は同作の根幹部分にもなり、武市と以蔵の刑死のくだり（YSの単行本で14巻）は主人公である竜馬がほぼ出てこず、連載時にあまりに主人公である竜馬が出ない回が続き、心配になった小山が担当編集者に大丈夫かと訊いたところ「大丈夫だ、持つ」と言われたと語っている。竜馬と武市と以蔵の「三人組」のパターンを、その後もたびたび別の登場人物で構築しようとしたが、この関係を超えるものは描けなかったという。
また、連載当初は土佐藩上士と郷士の構造を、上士を悪人として強調して描き、子供の目に映る封建主義の理不尽さを際立させていたが（山内家の子孫から「残虐に描きすぎ」と苦情が来たという）、連載を重ねるうちに小山が誰一人として悪人にはしないという方針を打ち出し、原作の武田の最後まで悪人で通せという方針を無視するようになった。そのため、青年編では土佐藩前藩主・山内容堂や、上士の後藤象二郎、乾退助（後の板垣退助）、福岡藤次（後の福岡孝弟）らの酷薄な描写が減り、人間味を感じさせる描写が増えることになった。
一部では暴力描写がトラウマ的作品と評されることもある。斬首や切腹やさらし首など、ほとんど隠すことはなくそのまま描写されている。特に竜馬の少年時代（YSの単行本で3巻）、それまでの比較的平和な展開から一転し友人の子供が眼の前で斬殺されるというショッキングなシーンが引き合いに出されることが多い。
この作品が描かれた時期にNHKの大河ドラマで同じ司馬原作の『翔ぶが如く』が放送され、近代日本の礎を築いた政治家としての大久保利通の人物評価が高まったが、この作品中での大久保は龍馬に敵対心を持つ陰険で冷徹な人物として描かれている（ただ、大久保が初めて登場する単行本第15巻では、彼を近代日本の礎を築いた人物として肯定的な解説がなされており、大久保が龍馬に嫌悪感を抱く過程もコミカルなものとなっている、また、薩長同盟締結の時は、嫌ってたはずの竜馬の真剣な態度に複雑な表情も見せている）。
青年編に差しかかったころから、図書館に置かれる漫画の一つとなったが、単行本4巻には性的なシーンがあり、小山の下に読者の父兄から苦情が度々届いたことから性的な場面を描くことを自主規制することになった。当初はもっと構想があったとしている。
原作者の武田は、2006年放送の大河ドラマ『功名が辻』に山内家の家臣五藤吉兵衛役で出演したが、オファーが来た際は山内容堂に対する悪感情から複雑な気分になったという。だが2010年の大河ドラマ『龍馬伝』で、龍馬の師匠・勝海舟役を演じることになり「俳優業の集大成」「先生冥利に尽きる」と発言している。
同時代を描いた小山の漫画『AZUMI』では、本作のキャラクターがそのままのデザインで登場している。
女優の綾瀬はるかは、同時期に『JIN-仁-』や『八重の桜』など、幕末の時代劇に出演が重なった。『JIN-仁-』で共演した武田鉄矢に「相変わらずボーッとしてるな。幕末の事、ちゃんと勉強してるのか？」とからかわれた時、「フン！！馬鹿にするな。幕末の事はこの本を読めば、大抵の事は書いてあらあ」と、誇らしげに取り出して、武田に見せた本が本書である。原作者が武田である事はここで述べるまでもない。

## あらすじ
1835年11月15日、高知城下・坂本家の末女・坂本乙女は屋根に登り、当時「天狗の星」と恐れられたハレー彗星を見ていた。その夜は母・坂本幸が、産気づいていた。ほうき星に天翔ける竜と白馬の姿を見た乙女は、その星にこう叫ぶ。「今夜生まれてくる子は男にしておくれ!私がきっと強いサムライにしてみせるから!」その言葉に、ほうき星は優しい輝きを見せた。まもなく、産声があがった。産まれたのは元気な男の子。だがちぢれ毛で、背中にたてがみが生えている変な子であった。そんな我が子に呆然とする父・坂本八平を尻目に、乙女はその子を抱きかかえ、「竜馬」と名付けた。
坂本竜馬の人生が始まったが乙女の願いとは裏腹に泣き虫で弱虫。岡田以蔵を始めとする近所の子供達からもそのちぢれ毛を馬鹿にされ、いじめられる毎日。勉強もからっきしで塾から放り出される始末。そんな竜馬を乙女や二番目の姉・坂本栄は見放すことなく、厳しく育てる。だが、竜馬の長所はその優しい心であり、そのことを幸は誰よりも理解していた、気付けば竜馬の心はふとしたきっかけで以蔵たちをも虜にし、竜馬の面倒を見てきた武市半平太も竜馬の器の大きさに感服。上士の佐々木加代からも強く関心を持たれる。友人たちも出来て、少しずつ勇気も得ていく竜馬だったが竜馬が12歳の時、藩主・山内容堂の非情な命令により、眼前で友達が処刑された。逆上した竜馬は容堂に斬りかかるも返り討ちに遭ってしまう。加代と武市の懇願のおかげで、竜馬は命だけは助かったが謹慎中の間に幸が病死。上士と郷士の壁で大切な人たちを喪った竜馬は剣の腕を磨いていく。
16歳になった竜馬はその幼少期からは想像もつかないほど精悍な青年になっていた。だが、どんなに強くなっても上士と郷士の溝は埋まりようもなかった。それでも竜馬には強くなることしか成すべきことがない。18歳になり、江戸の千葉道場へ剣術修行にでた竜馬は江戸の文化にカルチャーショックを受け、故郷の小ささを思い知る。そんな時、前代未聞の大事件が起きた。黒船来航である。慌てふためく幕府の対応を目の当たりにする竜馬。そして、一目黒船を見たいと思った竜馬は海辺近くで不思議な一団を見つける。それは吉田松陰と桂小五郎、高杉晋作といった松蔭の門下生達であった。そして、それまでの竜馬には想像もつかなかった「異人におびえる、腐った幕府など、ぶっ壊してしまえ!」という言葉を松蔭から聞く。
土佐に帰った竜馬は郷士仲間たちにその言葉を伝えた。上士の差別に甘んじるしかなかった郷士達は松蔭の言葉に生きがいを見出した。やがて彼らは武市を筆頭に「土佐勤皇党」を結成する。だが勤皇党は当時の土佐藩家老・吉田東洋に弾圧を受け続けたため、武市は東洋を暗殺し、これによって容堂に近づこうと計画する。しかし、上士以外は人とも思わぬ、そんな容堂の真の姿を知る竜馬は武市に反対する。「容堂を盲信している」と武市を指摘し、皆でこんな腐れ藩を脱藩しようと言う竜馬に、武市は「出てけ!」と怒鳴った。1人夜道を歩く竜馬。そんな竜馬が成すべきことはただ一つ、脱藩である。だが、それは藩への謀反を意味し、結果、竜馬の脱藩は栄を喪うことになった。
脱藩後、竜馬は知人のアメリカ人、ジョン・エリックのもとを訪ねて長崎に向かった。ジョンは捕鯨船で遭難にあい、土佐沖に漂着した後、少年時代の竜馬に助けられたという過去を持っていた。2人は感動の再会を果たし、ジョンの娘・マーガレット・エリックとも出会い、一同は上海へ向かう。上海では偶然にも高杉晋作と再会し、高杉から同志の証として保身のためのピストルをプレゼントされるが、その上海はアヘン戦争の影響でイギリスの植民地と化していた。現地人による攘夷運動もむなしく、イギリス兵達は野蛮を繰り返す。竜馬はその上海の姿に、列強に囲まれる日本の未来を見ていた。竜馬は日本を生まれ変わらせることに邁進する決意を固めた。「日本を直してから、また一緒に旅に出よう」と、ジョンと別れた竜馬は帰国し、江戸に向かう。
江戸で竜馬は高杉晋作と会い、そこで勝海舟の存在を知らされる。勝が軍艦を独占していることを知った竜馬は勝を斬ろうと決意。千葉道場の若主人・千葉重太郎と勝の屋敷へ向かう。だが、勝は用心もせず2人の前に現れ、「斬る前に俺の話を聞け」と持論を展開した。「開国し、外貨を蓄え、軍艦を増備し、さらに清・朝鮮と三国同盟を作り、列強と対等に渡り合う」単純な尊皇攘夷論しか沸き起こらなかった時勢の中で竜馬は勝の言葉に感動した。そして、「わしを弟子にしてつかあさい!」と叫んだ。竜馬はこの日から、まさしく竜と馬のような行動力で時代を駆け抜けることになった。
時代の激流で武市や以蔵を初めとした土佐の仲間たちを次々と喪いながらも竜馬は彼らの死を無駄にしないためにも歩みを止めず、薩長同盟と大政奉還を成功させ、武力を使わずして、幕府から朝廷への政権移譲をスムーズに進めるべく、竜馬は新政府の人事案を練り上げる。新政府人事の中に竜馬自身の名がないことを西郷に指摘された際、竜馬は世界の海援隊になることを明かした。
だが、その夢を叶える前に1867年11月15日、京都の近江屋で33歳の誕生日に竜馬は暗殺者の刃に倒れた。
同日、乙女は竜馬が身分制度の廃止という敵討ちを成功させたことから、竜馬が誕生した日のことを思い出していた。「生まれる時にあの天狗星が、何か細工をしたのかもしれないな」という兄・坂本権平の言葉に乙女は、あの星のあの輝きは自分の言葉に対する返事なのだと確信した。「きっとそうじゃ。のう、竜馬」と乙女はそう夜空に微笑んだ。

## 登場人物

### 主人公
「THE MAKING OFおーい!竜馬」にて、本作は竜馬・武市・以蔵の3人が主人公であると表記されている。中盤、武市と以蔵は処刑されるが、その後も何度も回想に登場し、竜馬を奮い立たせるかけがえのない存在として描かれている。
坂本竜馬
声 - 高山みなみ（幼年期）、関俊彦（青年期）
坂本家の末っ子。幼少期は気弱で泣き虫、近眼、剣も勉強もからっきしで近所の子供達にいじめられてばかりだったが、人一倍の優しさと変わった好奇心旺盛さを持った少年であった。容堂事件で友達と母・幸を喪ったことをきっかけに、剣の腕を磨き、自由奔放な青年となる。少年時代に容堂に斬りかかったため、一部の上士からは「アホの竜馬」と呼ばれるようになり、竜馬自身、それを逆手にとって、上士を恐れさせる計算と強さを見せるようにもなった。少年時代までの一人称は「僕」で、青年からは「俺」や「わし」に変わり、語尾に「ぜよ」を付けるようにもなる。
剣は上達し、北辰一刀流の免許皆伝を得る。さらに日本一の剣士を目指し、修行へと江戸へ発つがそこで浦賀での海岸防備に借り出され、黒船を目撃。さらには桂小五郎初めとした長州藩士に出会い、竜馬の意識を大きく揺るがす。その後は勤皇思想に傾倒し、土佐藩を脱藩。
脱藩後に訪れた、江戸での勝海舟との出会いにより大きく心を動かされ、幕末の動乱を駆け抜けていくことになる。薩長同盟や大政奉還を成功させ、自身は世界の海援隊になろうとした矢先、33歳の誕生日に暗殺されてしまう。
凄腕の剣客として描写されているが、史実通り本作では刀を抜くことはほとんどない平和主義者であり、直接殺めたことは1度もないが、武市と以蔵の訃報を聞いたときには悲しさと怒りのあまり京都見廻組に苛立ちをぶつけ危うく斬り殺しかけたことがあり、終盤の絶命直前に姉から名刀を譲り受けながら1人も斬ることがなかったことを残念だと語るシーンがある。
武市半平太（武市瑞山）
声 - 緑川光（幼年期）、堀秀行（青年期）
本作では竜馬の幼馴染であり無二の親友。史実では5,6歳ほどの年齢差があるが、初登場時は9歳で竜馬より2つ年上。あまり知られていないが、竜馬とは親戚関係である。白札郷士であり、幼少期から竜馬と同じく上士に虐げられていたが、文武両道の秀才であり、大勢の部下に慕われる高いカリスマ性も持つ。
以蔵のことは当初は見下していたが、彼の実力を認め友となる。幼少期から青年期にはコミカルな役回りが多い。幼少期は佐々木加代に惚れていた。
後に土佐の郷士をまとめ上げ、土佐勤王党を結成して党首となった後も竜馬からは「先生」と呼ばれることはない対等の関係だったが、郷士の頭領であった武市の懐柔を狙った吉田東洋の策などによって藩主の山内容堂を妄信しており、少年時代の経験から容堂の本性を見抜いていた竜馬と不本意ながら決別。対立していた土佐藩参政の吉田東洋の暗殺に成功後、藩の実権を握って上京し、京都で急進的な尊王攘夷活動を行うようになると、竜馬が開国を掲げる勝海舟の弟子になったことから、竜馬と敵対する関係にまでなってしまう。しかし、土佐藩が海軍強化を藩論と決定したことで竜馬とは利害が一致し、中盤でようやく和解。
だが、その直後に土佐藩に呼び戻され（竜馬は危険性を感じたため藩命に背いて脱藩するべきと勧めたが、武市は断っている。なお、史実ではその忠告をしたのは久坂玄瑞である。）て容堂による勤王党弾圧によって投獄される。時勢が尊王攘夷に傾いていた時期には武市を憎みながらも利用していたに過ぎなかった容堂の真意を知り竜馬が正しかったことにやっと気づいたときには既に遅く、容堂に切腹を命じられる。最期には自らの夢を竜馬に託し、上士達に意地を見せつけ、誰も成し得なかった三文字の切腹にて果てた（本作では史実と異なり、以蔵より先に処刑されている）。
本作では暗殺により地位を確立していく冷酷な策略家であり、朔平門外の変にも関わっていたかのような言動を見せている。それと同時に、尊皇攘夷を掲げる誠実な熱血漢としても描かれており、身分の低い土佐郷士でも日本を動かすことができるはずと大きな志を持ち、竜馬とは共に夢を追う盟友であった。また、以蔵のような部下を捨て駒のように利用することもあったが、以蔵への友情も忘れてはおらず、以蔵が土佐藩に捕らえられた際には他の仲間に以蔵を散々罵倒されても彼を見捨てることには最も躊躇・苦悩しており、「すべては彼に人斬りを命じた自分に責任がある」とも語っており、史実にあるように彼を侮蔑することもなかった。
終盤、新政府職制案の名簿を練る竜馬に 「この中に武市半平太という名前は入れたかった」 と惜しまれた（土佐藩からは後藤象二郎しか選出しなかった）。
岡田以蔵
声 - 千葉繁
幼少期は竜馬をいじめる子供達のリーダー格だったが、後に武市と共に無二の親友になる。幼少時より剣の達人であり、右に出る者はほとんどいない。郷士よりさらに身分の低い足軽であり、幼少期は自らを乞食と評していた。
虐げられるのが当たり前の貧困生活を送ってきており、竜馬が初めて眼にした迫害にも彼が関わっていた。
成人してからは吉田東洋の姪・綾（声 - 深雪さなえ）に恋をしたが、身分の違い故に撥ね付けられ、竜馬が身分差別を廃し誰もが平等な社会を志す大きな要因となっている。足軽でありながら、差別することなく接してくれた竜馬を"1番自分の気持ちを理解してくれた存在"として深い友情を抱いている。
「自分に自慢できるのは剣の腕だけ」と考えており、親友であり尊敬する武市を誰よりも信頼し、剣を振るう“人斬り以蔵”となる。また、本作では史実と異なり吉田東洋暗殺に加わっており、直接的に殺害した張本人である。勤王党加盟直後しばらくは武市のことをそれまで通り呼び捨てにしていたが、その後「武市先生」と呼ぶようになる。
本作では冷酷な人斬りとして描かれることは少なく、どこか憎めない存在であり、本質的には優しく純粋で義侠心のある善人。幼少期には竜馬達を上士から必死になって庇い、自ら進んでリンチを受けたこともあった。自ら剣を振るうことで武市の役に立ち、昔とは比べ物にならないくらいの暮らしを手に入れられることを喜んでいたが、実際は利用されていたことに気付かなかった。
教養がないことを自ら認めている（実際の以蔵は漢学や西洋砲学を学んでいたため教養はあったと言われており、辞世の句も残している）ため、身の丈を超えた議論は武市に任せ、基本的に口を出さない。しかし竜馬に頼まれ、勝海舟の護衛をしたことを武市に激しく咎められた挙句、「飼い犬」と呼ばれた際には流石に激昂し、刀を抜きかけた。「先生」と呼ぶようにはなっても心の中では武市は対等な友人であり、武市もそう思っていると考えていただけにショックが大きく、以降武市とは疎遠になってしまう（この護衛をした際、海舟に「自分が馬鹿だと気付きもしない幕府の馬鹿どもより、君はずっと利口さね」と評されている）。
後に土佐藩に捕らえられ、武市と共に勤王党弾圧に晒される。史実通り、拷問を受け1度は自白しかけるが、本作では「竜馬も近いうちに同じ場所に投獄され一緒に上士と戦うことができる」と考え、激しい拷問を受ける度に竜馬を思い出し耐えるようになった。それにもかかわらず仲間の郷士には「勤王の志もない以蔵なぞ、その内 暗殺の真相まで喋るに決まっている。早く殺してくれ」などと罵られ、信頼していた武市からも毒を盛られ、死にかけるが（この毒のエピソード自体は司馬遼太郎の創作）、それでも竜馬を信じ、自白することはなかった。後に「竜馬が投獄されることはない」と武市から告げられたことで唯一の心の支えさえも失い、戦意をなくし、結局史実通り暗殺に関与した仲間を自白するに至るが、肝心の吉田東洋暗殺の真相は語ることはなく、「東洋は上士以外の民衆を足蹴にしたせいで恨みを買って殺された。そんな東洋を侍の大将に任命した容堂公のせいで死んだ」 と述べており、ある意味 武市ですら気付くことのなかった容堂を含む上士の真意を最も見抜いていた人物である。
最期が史実とかなり異なっており、斬首を言い渡されるも直接的な死因は斬首ではない。処刑が野外で行われたため、乙女が救出に乗り出すも失敗し、逆に乙女が後藤・乾に捕らえられてしまうが、乙女の励ましもあり1人の剣士としての誇りを取り戻し、弱者を虐げる後藤達に激しく怒り救出しようと刀も持たずに必死に抵抗する（この際、弁当を包んでいた竹の皮を刃物代わりに使用）。しかし、両手を縛られまともな武器もない状況故に敵わず、後藤と乾に惨殺され、壮絶な最期を遂げた。

### 坂本家
坂本乙女
声 - 小林優子
坂本家三女。竜馬のすぐ上の姉。正義感が強く、勝気で男勝りな性格。竜馬の名付け親でもある。彼女にとって竜馬は初めての弟であり、竜馬誕生時には必ず自分が強い剣士にしてみせると誓う。
幼少時のいじめられて泣いてばかりいる竜馬を助け、その度に竜馬を激しく叱咤していたが、彼に大きな期待を抱いていた。幼少時の竜馬を将来大物になると見込んでいた、数少ない人物。
剣術が得意で竜馬に剣の指導も行っており、幼少時には躾なども行っていた、実質的に竜馬の育ての親である。竜馬脱藩後も手紙のやり取りを続けていた。土佐勤王党を陰ながら支援したり、未亡人となった武市富を励まし続けるなど面倒見がよく、土佐の仲間達にも慕われている。
岡上新輔と結婚するが、彼の浮気が原因で離婚し実家に戻る。家庭を守ることしかできない女の身である自分を悔しく思い、男として竜馬と共に志士として活躍したいと思っており、竜馬の同志である中岡慎太郎や西郷吉之助に、志士として働かせてくれと頼み込んだこともある。
物語は幼少時の乙女が竜馬の誕生する日に夜空を見上げるところから始まり、その33年後の竜馬の誕生日（同時に死亡した日）に彼女が同じく夜空を見上げるところで終焉を迎える。
巨漢のように大柄な女性であるが、少女期は普通体型の活発な美少女として描かれる。
おりょう（楢崎竜）
竜馬の妻となる人物。京都にて、妹と共に借金取りに襲われていたところを竜馬に助けられた。
その後は寺田屋で仲居として働くが、竜馬と祝言を挙げたのち共に長崎へ向かう。
特技は月琴で、家事や裁縫は苦手。新撰組にも臆することなく意見するなど気丈な性格で、常に竜馬を気遣い、支え続けている。
坂本八平
声 - 青野武
竜馬の父。竜馬の誕生の際、3人女の子が続いたので今度も女だろうと、生まれてくる子供に「早苗」という女の子の名前と自身の名前と権平の名前を掛け合わせた「権八」という男の子の名前を用意していた。が、実際に生まれたのは男の子で、しかもかなりの癖毛、背中には鬣（たてがみ）のような毛が生えているのを見て呆然としてしまう。泣き虫で、塾をも退学させられてしまった竜馬を心底情けなく思うが、末っ子である彼に対して特別な思い入れを抱いている。
不治の病を得て、まだ自らの力で立ち上がれる内に今生の別れをすべく、竜馬に江戸へ2度目の剣の修行に発つことを薦めた。二男の竜馬には何も遺産を相続させられないため、死ぬ間際まで彼を気にかけていた。
坂本権平
声 - 森川智之
竜馬の兄で坂本家の長男。下に4人もの弟妹がいるだけあり、長男らしくしっかりした性格。史実では竜馬との年齢差は21歳あるが、本作では竜馬誕生時の権平は10代前半であると思われる。
少年時代は塾での成績も良く、剣の腕も立つ優等生だったが、幼少時の竜馬に対しては厳しく接していた。八平の死去後は坂本家の大黒柱となり、竜馬の父親代わりも務めている。盆栽が趣味。竜馬脱藩後も何かと金を仕送りをしており、経済面で援助した人物。最終回では乙女と共に竜馬のことを語っていた。
坂本栄
声 - 島本須美
坂本家次女。竜馬の次姉。竜馬の優しさを誰よりも深く理解している。幼少時代の竜馬に、勉強を教えており、乙女と並んで竜馬を育てた。
武士・柴田作衛門と結婚するが後に離縁、坂本家に戻る。以降、髪を結うことがなくなったため外見は母親の幸に酷似するようになった。脱藩する竜馬に、夫の形見である名刀陸奥守吉行を渡した後、弟の犯した罪の責任を負うために自害した。
坂本千鶴
声 - 白石文子
坂本家長女。竜馬の長姉であり、海援隊士である高松太郎の母。竜馬が産まれる前、「男だったら坂本金八という名前はどうだろうか」と発案していた。
本作では出番はほとんど無い。竜馬が12歳から16歳になるまでの間に嫁いだ。
竜馬の帰郷した慶応３年の時点では死去している。
坂本春猪
声 - 高山みなみ
権平の娘で竜馬の姪。竜馬とは年が近く、叔父というよりは兄のように接している。
竜馬の帰郷した慶応３年の時点では母となっている。
岡上新輔
声 - 鈴木清信
乙女の夫で、竜馬の義兄である医者。病に冒された八平の診察も担う。長崎に滞在していたこともあり勤皇思想に理解を持つが、異国の情勢も知らずに気安く攘夷を呼びかける若者達の風潮を疑問視している。
浮気性であり、それが元で乙女とは離婚。乙女との離婚後は登場しない。
源爺
声 - 八木光生
坂本家に仕える老僕。子供達の世話も担っている。子供達からは「源おんちゃん」と呼ばれ懐かれている。
坂本幸
声 - 池田昌子
竜馬の母。病弱であり、竜馬を出産後は結核を患い養生生活を送っている。幼い近藤長次郎に「若くて美人」と評されていたが史実では既に40歳を越えている。
末っ子の竜馬に対しては厳しく接することは一切なく、竜馬には常に大らかに、優しくあるようにと教えた。
竜馬が容堂殺人未遂をしても、彼の味方であり続けたが、竜馬の謹慎中に病状が悪化し、この世を去る。
坂本伊予
声 - 吉田理保子
八平の後妻。竜馬が16歳のときに継母となる。常に敬語で話し、基本的に大らかな人物。幸とは、また違った母親らしさがあり、竜馬が自分の中の二面性に悩んだ際には、「竜馬さんの心には英雄もいる」と語った。
慶応元年に病死している。
坂本千野
声 - 佐々木優子
権平の妻で、春猪の母親。
坂本清次郎
最終回に、土佐を出奔して竜馬の所へ行く。権平の養子で、春猪の夫。竜馬暗殺に降る流星から風呂を追い焚きする乙女に対して権平の台詞から、清次郎の名前のみ。

### 土佐関係

#### 郷士
中岡慎太郎
声 - 中原潤
土佐勤王党の一員。庄屋の家柄で、後に陸援隊を結成する。当初は無学な竜馬を見下していたが、竜馬が武市と決別した時の口論の内容を聞いてからは竜馬を認めるようになる。当初は武市に妄信的だったため、他の勤王党員からは嫌われていたが、先述の口論を経て武市を妄信することはなくなったらしく、土佐で勤王党弾圧が始まると即座に脱藩した。竜馬とは池田屋事件にて再会し、以降は名前を呼び捨てで呼び合う仲になり、竜馬の良き相棒になった。
本作では理想に燃える熱血漢の面と冷静な策士の面の両方を兼ね備えており、竜馬が上士を憎んでいることを承知で倒幕のために後藤象二郎との和解を持ちかけるなどといった描写も描かれた。桂と並んで変装の名人であり、女性や力士などに化けるのが上手い。非常に几帳面な性格であり、洗濯や裁縫や料理の腕も高く、特に皿鉢料理にはかなりのこだわりを見せる。何かと不憫な役回りが多い。
山本琢磨（沢辺琢磨）
声 - 稀代桜子（幼年期）、真殿光昭（青年期）
竜馬とは日根野道場での同門。ひょんなことから上士と諍いを起こし、半平太より切腹を命じられるが竜馬の計らいで逃亡に成功する。
そのまま蝦夷へ渡り、キリスト教の洗礼を受けた後大司教となり、天寿を全うする。命を散らしていく土佐郷士達の中で、幕末の動乱を生き延びた数少ない人物のうちの1人である。
幼年期はアニメ版での出番は多いが、原作では「卓馬」という名は一度しか呼ばれず人物紹介もないため、卓馬とされる少年が山本琢磨と同一人物かどうかは不明である。
史実では竜馬と従兄弟同士だが、作中ではそのような描写、説明は無い。
吉村寅太郎
声 - 三木眞一郎
土佐勤王党の一員。土佐での勤王活動に限界があることを早くに気づき、島津久光の上洛に伴い脱藩。このとき竜馬を誘うも、その場に権平がいたことにより未遂に終わっている。天誅組の変では史実と異なり、敵軍に包囲された際に自決している。
那須信吾
声 - 宇垣秀成
土佐勤王党の一員。安岡、大石と共に東洋暗殺の実行犯であり、東洋を殺害したその足で脱藩。
「武市と同じくらい竜馬を尊敬している」と語るが、思想の相違から竜馬とは口論することもあった。後に天誅組の変に加担した際に、土佐に残してきた妻子のためにと竜馬に紅葉を託して戦に臨み、戦死する。
安岡嘉助
声 - 梁田清之
土佐勤王党の一員。那須、大石ともども東洋暗殺に加担し、脱藩。後に天誅組の変に加担したが、斬首にて死亡する。
大石団蔵
土佐勤王党の一員。那須、安岡ともども東洋暗殺に加担し、脱藩。
脱藩後に京にて竜馬と再会した後は登場せず、行方は一切不明であるが史実では天寿を全うしている。
望月亀弥太
土佐勤王党の一員。竜馬を慕って神戸海軍操練所に入るも、桂小五郎が連れてきた過激派の志士に同調して出奔する。
その後池田屋事件にて脱出を図るも、出口付近で待ち構えていた沖田総司によって討たれる。
北添佶摩
土佐勤王党の一員。望月ともども過激派の志士に同調して海軍操練所を出奔する。池田屋事件では、店主の警告に反応したところを近藤勇に討たれる。
清岡道之助
土佐郷士。野根山二十三士の一人で代表格。
捕らえられた武市ら勤王党員の解放を求める運動を行っていたが、他二十二人の隊士と共に斬首刑となる。
田中顕助（田中光顕）
土佐勤王党の一員。出番は少ないが、脱藩後は長州藩に加担して幕府と戦った後、陸援隊に参加するなど様々な方面で活躍し続ける。
作中、勤王党で唯一明治まで生き延びた人物（没年はずっと後年の時代・昭和で、90代の長寿を全うしている）。
池田寅之進
声 - 高山みなみ
通称“寅”。本作では竜馬に強い憧れを抱く弟分として描かれている。堅苦しい武市よりも竜馬を非常に尊敬しており、寝言で呟くほどだった。竜馬もまた彼を弟のように可愛がり、北辰一刀流を教授している。
忠一郎が殺されたことに怒り、山田広衛と松井繁斎に単独で挑む。史実と異なり、山田に関しては不意打ちではなく真っ向からの勝負であり、竜馬の北辰一刀流の教えにより見事に勝利している。しかし、土佐では郷士は上士が相手では仇討ちは認められず、郷士と上士の対立になってしまう。郷士の仲間に匿われ、竜馬からは「絶対に上士にお前を殺させはしない」と励まされるも、武市の「今 上士と争うわけにはいかない。土佐なくしては我らも竜馬も勤王の志士として立ち上がることが出来なくなる」という考えから苦悩し、自ら切腹して果てた。本作では武市に強要されたわけでなく、あくまで竜馬を想って自らの意志で切腹しており、介錯後 竜馬は自分の刀の緒を寅之進の血汐に浸した（介錯したのは以蔵）。史実の詳細は井口村刃傷事件参照。
死後も竜馬は忘れることなく、立派な武士の鑑だったと偲んでいた。
忠一郎
史実における中平忠次郎をモデルとした人物。史実では忠次郎は寅之進の弟だが、本作では兄。穏やかな好青年で、作中 寅之進に「あんなに優しかった兄上を何故斬った!」と語られているが、仮にも侍でありながら虫けら扱いされることに我慢ならず激怒するなど、気の強い部分もある。
本作では、荷車が溝にはまり難儀していたところを、たまたま通りかかった農家の女性が荷車を押してくれていた所に山田と松井が通りかかり、それに気づかず礼をとらなかった女性を妻と間違えられ、咎められたことから事件は起こる。妻ではないと釈明しても聞く耳持たず、山田らが女性に暴行しかけたため憤怒し抜刀するが、惨殺された。
平井収二郎 / 間崎哲馬 / 弘瀬健太
土佐勤王党の一員。勤王党弾圧により容堂から3人揃って切腹を命じられる。作中では処刑シーンのみの登場である。
日根野弁治
声 - 玄田哲章
小栗流道場で剣術を教える。竜馬の土佐藩時代の剣の師匠。
強面で生徒達には厳しいが、上士には頭が上がらない。竜馬の幼少時代は彼を才能のない泣き虫とみなしていたが、成長し腕を上げた竜馬を非常に気に入っており、褒め称えている。
武市富
声 - 島本須美
武市半平太の妻。夫が不在の間も留守をしっかり務め、夫婦仲は非常に円満だった良妻。基本的に大人しいが、笑い上戸でもある。
半平太が土佐藩に投獄された後は彼の言いつけを守り牢屋に面会に行くこともなく、彼と同じ境遇に身を置くために夜は布団も使わず板の間で過ごすという芯の強い女性。夫の切腹後は家禄を没収されて困窮するが、明治になってから夫の名誉が回復されて養子を迎えて武市家を相続させた。晩年には夫を切腹させたことが間違いであると後藤象二郎・板垣退助の両名からも直接謝罪され、大正時代まで生き永らえて天寿を全うした。
作中では、14歳で半平太に嫁いだことになっているが、史実では半平太と年はほぼ変わらない。

#### 上士
後藤象二郎
声 - 荒川太郎
史実では竜馬の盟友だが、本作では幼少時から竜馬と出会っており、上士であるが故に竜馬達を見下していた。特に中盤では武市・以蔵・清岡道之助などの竜馬の多くの仲間を直接的に殺害した張本人であり、竜馬にとっては仇でもある。逆に武市や以蔵には尊敬していた叔父の吉田東洋を殺害されたことで郷士を恨んでいるため、仇という意味では同類である。
竜馬脱藩後は長らく顔を合わせることがなく、再会したのは竜馬が薩長同盟締結後であり、時間はたっても両者ともその恨みを忘れてはいなかった。土佐藩家老となり、藩の実権を握りつつあった後藤は倒幕の流れに乗るため、竜馬を通じて薩摩・長州と手を結ぼうと考えるが、竜馬が自分を含めた上士を恨んでいることも理解していたため彼に斬られることを覚悟した上で命懸けで竜馬との和解に臨んだ結果、竜馬に度量を認められ土佐藩と海援隊は同盟を結ぶこととなった。以降、竜馬からは「後藤さん」と呼ばれるようになる。
竜馬と和解後は彼の人間性に触れるにつれて感化され、「土佐の後藤ではなく、日本の後藤象二郎になってやる」と語るようになる。同時に横暴な振る舞いが徐々になくなっていき、竜馬に殴られても怒りを鎮め大儀のために場を治めたり、困窮する土佐を救うために竜馬に頭を下げたりといった行動もできるようになるほどの器の大きさを見せた。
その後は竜馬と山内容堂や徳川慶喜とのパイプ役を務め、大政奉還を成すため大きな活躍をする。特に終盤は慶喜と直接対面する機会もあったため、竜馬の発破もありギリギリまで説得を続けた。
乾退助（板垣退助）
声 - 金丸淳一
後藤、福岡ともども、幼少期から登場し郷士を見下している上士の一人として描かれる。激しやすい性格の後藤と異なり、いかなる時でも冷静で気丈。顔が濃い後藤と福岡の三人のなかでは、美形の顔立ちに見える。竜馬たち郷士に対しては非情に接するが、気心の知れた友人には情に篤く、特に後藤を陰ひなたに支え続けた。史実では竜馬脱藩前から尊皇攘夷論を唱えているが、本作で尊皇派に転じたのはもっと後となっている。
福岡藤次（福岡孝弟）
声 - 森川智之
後藤、乾ともども、幼少期から登場し郷士を見下した上士として描かれる。乾が土佐軍の洋式部隊の指揮官になってからは後藤の右腕的存在として共に行動することが多くなる。
後藤・乾・福岡は竜馬・武市・以蔵と対になる存在になっており、3人とも幼馴染であり身分が上がってもプライベートでは対等な友人である。
山田広衛
声 - 椎橋重
通称“鬼山田”。「理不尽な暴力」を絵に描いたような性格であり、上士以外を「虫けら」と称し、完全に見下している。相手が子供であろうと容赦しないが、殺しはしなかった点では容堂ほど非情ではない。本作では幼少時から竜馬達と出会っており、竜馬が作中最初に経験した不当な差別の体現者である。幼少期から青年期において竜馬が経験した迫害のほぼ全てに関わっていたため、竜馬に常に悔しさを抱かせ、結果的に竜馬を奮い立たせる存在でもあった。
後に井口村刃傷事件にて中平忠次郎を酔った勢いではあるが、かなり理不尽な理由から惨殺したため、池田寅之進に兄弟の仇を討たれ死亡した。史実にあるように忠次郎と議論するわけでもなく、完全に悪として描かれている。作中では剣の腕はかなり高く、上士の中でも1・2位を争うほどだったと竜馬により語られている。
松井繁斎
声 - 津久井教生
通称“べんちゃら繁斎”。
通称通り、山田の機嫌をとるため常におべんちゃらばかりを口にする山田の腰巾着。基本的に山田と同類だが、あまり暴力に訴えることはなく山田の後ろからそれを眺めることを楽しんでいる小悪党である。
後に井口村刃傷事件にて寅之進にあっさり刺殺された。
佐々木三四郎（佐々木高行）
土佐藩・大監察。史実では郷士に対しても寛大だった海援隊の理解者とされているが、本作では完全に郷士を見下しており、後藤が竜馬と手を組んだ後でもそのことに納得せず、竜馬を認めなかったが、大政奉還案を聞かされた際には流石に感服していた。
吉田東洋
声 - 加藤精三
山内容堂の右腕的存在。中盤における竜馬たちの敵役として描かれる。郷士を「犬」と見下す一方でその力を警戒もしており、武市に集会の禁止を命じたり、容堂へ武市に対する懐柔策を進言するなどの行動もとっている。派手好きで自分の服は絹しか着用せず、上士以外は木綿以外認めないという徹底した差別を体現していた。後藤象二郎の義理の叔父でもあり、象二郎からはとても慕われていた。
大石神影流の使い手で剣の腕はかなり高く、自身の暗殺時は、那須ら3人を返り討ちにする勢いで優位に立つが、乱入してきた以蔵によって討たれる。
佐々木加代
声 - 井上喜久子
本作の中盤のヒロイン。竜馬より数歳年上。平井加尾をモデルとしているが、史実には存在しない架空の人物。
城代家老・佐々木南左エ門の娘。幼少期に竜馬と出会って彼に興味を持ち、天狗（ジョン）救出にも手を貸す。竜馬と容堂の事件以降は竜馬から「身分が違う」と避けられるようになりながらも、彼への恋心を抱くが、江戸の旗本に嫁ぐことになる。だが、竜馬への恋心を諦めきれず、また竜馬も加代に恋心を抱き続けていたため、嫁ぐ前に一度だけ竜馬を屋敷の自室に誘い抱かれた。竜馬は童貞・加代は生娘（処女）で共に初体験であったので不慣れだったが、無事に結合し破瓜の苦痛に耐えながらも竜馬と結ばれたことを涙を流して喜んだ。江戸に嫁いでしばらくは退屈な暮らしを送っていたが、夫が安政の大獄で処刑されて若くして未亡人となり、土佐の実家に出戻る。死別した旗本の夫との間に子供はいない。竜馬は脱藩した時に別れを告げ以後は生涯会うことは無かった。その後は消息不明で竜馬が終盤で土佐に戻った時も登場しない。
江戸にいたころの住居は、勝海舟の家と隣同士であった。
山内容堂
声 - 江原正士
土佐藩主。本作序盤から最後に至るまで最大の悪役。上士以外は虫けらとしか考えておらず、自身の行列を横切った子供をその場で処刑するよう命じるなど冷酷な人物として描かれる。藩主としてもかなり問題のある人物として描かれており、何の信念も持たず勤王・佐幕とただ時勢の有利な方にフラフラと藩論を傾ける。幕末の四賢侯の一人でありながら、四賢侯会議を無断で放り出し土佐に逃げ帰るなどといった行動から西郷、大久保一蔵、桂などからもほとんど信頼されていなかった。幕末の四賢侯の一人と言っても、松平春嶽曰く「他の藩主と比較すればマシという程度」でしかなかった。酒を飲んでいることが非常に多く、終盤では虫歯にも悩まされ、まともな政を行うことがほとんどない。竜馬もその点は熟知していたため、新政府職制案の名簿には薩摩・長州からは藩主をリスト入りさせたが容堂は入れなかった。
若殿だったころに竜馬と出会っているが、後に成人した竜馬と対面しても当の本人は全く憶えていなかった。作中、竜馬が明確に殺意を抱いて斬りかかった唯一の人物。しかし武市からは尊王攘夷を信念とする最高の藩主と盲信されており、当の容堂は真っ先に殺したいほど武市を憎んでいたが利用価値があったため放置していただけだった（懐柔するためにわざと優しく接し、箱ごと菓子の詰め折を与えたりもしていた）。

#### その他土佐関連
岩崎弥太郎
声 - 中尾隆聖
後の三菱財閥の創設者。郷士でありながら大変頭の回転が速く、優秀な人物。下横目として東洋に協力していることから、他の郷士たちからは蛇蝎のように嫌われている。東洋暗殺後は後藤象二郎に付いて働いているが、自身の描く野望をものにできるかチャンスをうかがい続けている。作中では描いていた商社の設立を竜馬に先越されたため、彼に嫉妬している。経済が世を動かすことに気づいている数少ない人物の一人でもある。竜馬は弥太郎をそろばんなど計算が得意なこともあり逸材として評価しており脱藩時にスカウトしたことがある。なお、作中では回想シーンを除いては少年期には登場しないが、竜馬とは幼少期のころからの顔なじみである。
中浜万次郎（ジョン万次郎）
声 - 荒川太郎
本作では竜馬と幼少のころに出会っているが、当時は海村の貧しい漁師の息子だった。その当時から竜馬の気前の良さなどに感心し、非常に気に入っていた。また、本作では竜馬が少年時代に助けたアメリカ人のジョン・エリックが漂流した万次郎を助けたという独自の展開が成されており、間接的に竜馬に命を救われたため、成人して再会してからも仲が良いが、幕府お抱えの身であったため直接顔を合わせることは少なかった。
河田小竜
声 - 肝付兼太
日本画家。なぜか褌一丁で絵を描いていることが多い。
万次郎と交流があったため海外(特にアメリカ)に詳しい。酒好きであり、本作ではコメディキャラクターとしても活躍。欧米列国を相手に日本が攘夷に立ち上がっても絶対に勝てるわけがないことを理解しており、無学な志士を嘆いていた。
櫂
以蔵が用心棒をしている女郎屋「菊香楼」の人気女郎。多くの上士を客に持っている。容姿は、スタイルがよく可憐。家族に父親と二人の妹がいる。竜馬とは両思いであった。竜馬は、ついに床に入ろうとする直前で、櫂と妹たちのやり取りを見て同情して中断する。後に上士に身請けされるも、まもなく肺結核により死去する。
百姓の子供たち
架空キャラクター。名前は公開されていない。
幼少期、坂本家の近所に住んでいた貧しい百姓の子供で、10歳ぐらいの少年3人と5歳程度の幼児1人のグループ（幼児はリーダー格の少年の弟）。以蔵とは旧知の仲。
もともといじめっ子の集まりで、当初は竜馬を「金持ちなだけで、弱虫のくせに刀差してる生意気な奴」と評し、竜馬からこづかいや菓子をせびったり、天然パーマの頭を馬鹿にしてからかうなどして頻繁に泣かせていた。しかし、当の竜馬はいじめられても彼らに悪意を一切持たず、「みんな僕の友達だよ」と堂々と語る。そんな竜馬と接するうちにいじめることもなくなり、花見の際に生まれて初めて白米を食べさせてもらったことで和解。竜馬の剣術試合の応援に駆け付けたり、釣りで獲った魚のうち大きなものを分け与えるなど良好な関係となっていった。
しかし竜馬が12歳のときのある日、若君だった山内容堂が行列を進めていたところ、幼児の子供が平伏を忘れ歩き回ったことで行列の前に魚をこぼしてしまう。不慮の事故だったが容堂は許さず、幼児1人と少年1人が竜馬の眼前で斬り殺され、リーダー格の少年は片腕を切断されてしまう。激怒した竜馬が容堂に斬りかかる事件へと繋がった。
事件以降は登場せず、リーダー格の少年が4年後に隻腕となりつつも成長した姿で商売をしながら暮らしているのが一度確認されたのみ。竜馬は当時のことを気に病み、顔を合わせることなく密かに商品をまとめ買いして売り上げに貢献していた。
劇中で竜馬が初めて友を失う事件となった。また、結果的に母親の幸が病死する遠因にもなる。竜馬が藩主・容堂に対し激しい憎悪を抱き、自身や武市が仕えるに値しない暗君であることを気づかせる大きなきっかけとなった。このように、架空の創作ではあるが本作の大きなターニングポイントを担ったキャラクターである。
後に竜馬はこの事件を引き合いに出し、容堂を妄信する武市を説得しようとしたが、叶わなかった（武市もこの事件の一連を目撃しており、竜馬が容堂に処刑されかけた際には涙ながらに説得し救っているのだが、何故か成長後は容堂を崇拝していた）。また、竜馬と同様に少年たちと仲が良かった以蔵もこの事件を忘れてはおらず、終盤で土佐藩に捕らえられた際にこの件で容堂を糾弾している。逆に容堂の方は成長後の竜馬と対面してもこの事件を全く覚えていなかった。
読者からは「山内容堂を残酷に描き過ぎている」、「子供が斬り殺されるシーンを隠すことなく描くのは刺激が強すぎてトラウマになる」との指摘もあった。

### 幕府・江戸関係
勝海舟
軍艦奉行並・海軍奉行並。竜馬の師匠。
幕閣だが旧体制然とした幕府には不満が多い。但し徳川家茂のことは非常に慕っていた。直心影流剣術免許皆伝だが、以蔵には「竹刀の試合と真剣の実戦は違う」と返され、危うく斬られかけたが竜馬の介入で助かった。開国を促していたため、当初は「日本を異国に滅ぼさせる元凶」と評されていて、竜馬も斬り殺すつもりで訪問した。
型にはまらない飄々とした人物として描かれており、竜馬と初対面した際にはただの庭師と勘違いされた。やや横暴な面があり、口も悪いため他の幕閣からは嫌われている。艦長でありながら船酔いする。終盤は竜馬の功績を語り継いでいる。第十五代将軍の徳川慶喜とは当初不仲であったが、維新後に慶喜の名誉回復のために奔走し、慶喜を明治天皇に拝謁させる段取りを取り付けて幕末に「逆賊の汚名」を受けた無念を晴らしている。そのため、晩年に慶喜と和解して慶喜の七男の精（くわし）を孫娘の婿養子に迎えて勝家を相続させている。
大久保一翁
将軍顧問にして大阪城代。海舟と共に日本全体の腐敗を憂う幕閣として活躍する、竜馬の理解者。大久保一蔵（大久保利通）と名前が一文字違いだが血縁ではない。
徳川家茂
第十四代徳川幕府将軍。海舟・一翁が仕えた青年。わずか二十一歳で病没する。
海舟には 「あなたこそ最も立派な徳川の将軍でありましたぞ」 と称えられている。病弱でありながら将軍としての重圧に晒され常に苦しんでいたため、竜馬には家臣ではなく、対等な友達になってほしかったと語っている。和宮親子とは政略結婚だったが愛し合っていたと描写されている。
一橋慶喜（徳川慶喜）
第十五代徳川幕府将軍。徳川最後の将軍である。
本作では穏やかな家茂と対になる切れ者であり、冷静で無表情な為政者として描かれている。最終的に大政奉還を決意し、竜馬からは家茂と並ぶ素晴らしい将軍であり、革命の功労者と称えられている。また、竜馬は新政府に彼を副関白として加えるつもりだったと明確に描かれている。海舟とは当初は不仲だったが、維新後に自身の名誉回復のために奔走してくれたことを感謝して自身の七男を勝家の養子に与えて海舟とは縁戚関係を結んだ。
千葉定吉
声 - 糸博
北辰一刀流・桶町千葉道場師範。
千葉重太郎
声 - 森川智之
定吉の息子でさな子の兄。江戸へ修行のため上京した竜馬を暖かく迎え入れる。
後に竜馬の師となる勝海舟の暗殺を企てた人物である。竜馬のことは「竜さん」と呼ぶ。
千葉さな子
声 - 島本須美
定吉の娘で重太郎の妹。中盤のヒロインの一人。美人だが北辰一刀流の達人であり、その腕前は複数の暴漢に襲われた際も彼らを蛇の目傘一本で一掃するほどである。黒船来航時には、剣を持って戦うと意気込む頼もしい女性。
竜馬の最初の江戸来訪のときは少年のような容姿だったが、2度目の来訪以降は竜馬を男性として意識し始め、髪を結い女性らしくなる。密かに竜馬に恋焦がれており、数年想いを伝えられないままだった。一大決心して結婚を申し込むも、竜馬には東奔西走する身ゆえ不幸にしてしまうので結婚はできないと伝えられ、それ以降二度と再会することはなくなる。彼女のために竜馬が残していった着物の袖を竜馬の形見とし、彼を想い続け生涯独身を貫く。
松平春嶽
第十六代越前福井藩主にして政事総裁職。竜馬とは脱藩時に江戸で海舟の紹介で初めて出会った。橋本佐内や由利公正を積極的に登用して藩政改革を断行して成果を上げた。その後に竜馬から海舟の海軍操練塾の資金援助を申し込まれた際は苦しい藩財政にあって資金援助を承諾するなどしていたが、幕末の複雑な情勢に積極的な対応が出来ず幕末の四賢候の一人に挙げられるものの、これといった業績が残せなかった。本人もそれを自覚していたのか維新後に「四賢候などと世間では言われているが、本当の意味で賢候であったのは島津斉彬公唯お一人であり、他は他の凡百の大名よりはマシという程度で自分や山内容堂公など到底及ぶものではない。」との言葉を残していた。
永井尚志
幕府大目付にして徳川慶喜の秘書官。外国奉行・軍艦奉行職を歴任した、勝海舟の先輩的存在であり、そのため思考も柔軟で穏やか。竜馬の考えにもすぐに理解を示し、大政奉還案を受け入れるべきだと慶喜に提言し尽力した。

#### 新撰組
近藤勇
声 - 山寺宏一
新撰組局長。剣を以って徳川に尽くし、自らの道を貫き通す武士であることを何よりも重んじる頑固者として描かれており、竜馬からは「話の通じない男」と評され苦手がられている。作中で会津藩に海舟が海軍操練塾への資金援助を断られた際にその会津藩支配下であったため、腹いせに海舟に殴られている。幕末に江戸に進撃してくる官軍を迎え撃とうとしたが自身は利き手を怪我して剣士としては用をなさなくなっており、偽名を使って官軍に投降したが正体が露見して処刑された。愛刀は虎徹。
土方歳三
新撰組副長。基本的に近藤と同類だが、より機転が利き冷酷な面も多く見せる鬼副長。会津藩も含めた幕府の兵を「泰平惚けした腑抜け侍」と考え、全くあてにせず自らの力で新撰組に手柄を立てさせていく。竜馬を斬ることに最も執着していて、後に永井尚志から命令を受けたことで斬るわけにはいかなくなっても、一人の剣士としては竜馬との決着を望んでいた。幕末には江戸に進軍してくる官軍と徹底抗戦すべく各地を奔走。近藤が処刑され沖田が病死した後も東北・蝦夷と戦い歩き、最後は函館の五稜郭の戦いで戦死した。愛刀は和泉守兼定。
沖田総司
新撰組一番組長・天然理心流師範代。長身の美形で剣の腕は非常に強く、作中では三段突きも披露しているが、竜馬にはかわされており、竜馬の剣士としての腕も高く評価していた。
竜馬とは最も交流があり、若い故に近藤や土方ほど堅物ではなく、竜馬の柔軟かつ独特な考えに関心を抱いていた。敵対関係となっても竜馬の考えを否定できず、日々幕府の敵を斬るだけの自分の生き方に疑問を抱き苦悩する様子も描かれている。望月亀弥太を斬殺した際、彼が神戸海軍塾の者であると知り、動揺していた。刀は菊一文字則宗を使用しており、刀を振るう際には「菊一文字お相手致す」と発するため、当初竜馬には「菊一文字」が名前だと勘違いされていた（実際に菊一文字則宗を使用していた可能性は低く、司馬遼太郎の創作から来ている）。池田屋事件あたりから肺結核を発症し始めて後に重篤化し、江戸に進撃してくる官軍を迎え撃つべく出撃する新撰組には加わることが出来ず、近藤が処刑されたことも知らぬままに病で亡くなった。
藤堂平助
新撰組八番組長。竜馬と同じ北辰一刀流の同門。
山南敬助
新撰組総長。あまり出番はなく、後の切腹の様子も作中では全く描かれていない。
芹沢鴨
新撰組局長筆頭。本作では出番はわずか。

#### 見廻組
佐々木只三郎
京都見廻組。史実では竜馬暗殺の張本人とも言われているが、本作では明確な描写はなく出番も少ない。また、顔は描写されていない。清河八郎を暗殺している。

#### 御前試合
山内容堂が江戸・鍛冶橋の土佐藩邸で開いたとされる御前試合。幕末江戸の三大道場と言われた桃井道場(士学館/鏡新明智流)、千葉道場(玄武館/北辰一刀流)、斎藤道場(練兵館/神道無念流)を中心に錚々たる剣士が出場したと言われている。しかし史実では不確かな情報も多く、試合結果も創作から来ているという説が多い。
以下は、本作劇中で登場した人物を解説。
坂本竜馬
北辰一刀流・桶町千葉道場塾頭。流派にとらわれない柔軟な戦法と強打で勝ち進む。決勝で桂と戦い、優勝。
桂小五郎
神道無念流・斎藤道場塾頭。優勝候補筆頭。抜群のスピードと技による圧倒的強さで勝ち進むが、決勝で竜馬に敗れ準優勝。
武市半平太
鏡新明智流・桃井道場塾頭だが、人望はあっても腕に自信がなかったため試合には出場せず世話役に回った（竜馬からは逃げたと評されている）。
島田駒之助
神道無念流。宮本武蔵を真似た二刀流の使い手で「今武蔵」と呼ばれている。桂と並んで優勝候補とされていたが、初戦で竜馬と戦い一瞬で敗北。
神道無念流でありながら二刀流を使う理由は師匠の言うことを聞かない捻くれた性格であるため。故に、本来なら免許皆伝の腕でありながら目録を受けていない。
上田馬之助
鏡新明智流。腕は武市よりも腕とされているが、人望がないため塾頭になれないとのこと。
桂と戦うが、圧倒的スピードを前に一瞬で敗北。
福富健次
鏡新明智流。土佐上士。上田と同じく武市以上の剣の腕を誇る。準決勝で桂と戦い、唯一 桂にスピードで劣らなかった剣劇を見せ、接戦を繰り広げるが一歩及ばず敗北。桂が強すぎたため、容堂は敗北を責めることはなかった。
後に井口村刃傷事件にて、池田寅之進を守ろうとする竜馬と真剣で対決するが、結果は竜馬の圧勝。竜馬は峰打ちで済ませたため、大きな傷は負わなかった。以降は登場しない。
ちなみに、アニメ版では竜馬に「健ちゃん」と呼ばれていた。
海保帆平
名前のみ登場。北辰一刀流の千葉周作道場（竜馬の所属する千葉定吉道場とは異なる）の塾頭。竜馬と共に代表として参加するが、準決勝前に敗北したと語られている。
斎藤弥九郎
神道無念流の創立者。試合の審判を務める。

### 薩摩関係
西郷吉之助（西郷隆盛）
声 - 玄田哲章
薩摩軍の総大将。基本的には温厚で、竜馬のことも高く買っていて、「日本にとってかけがえのない人物」と評しており、寺田屋事件の際には伏見奉行所を潰そうとまでした。太った大柄な女性を好みとしており、坂本家に訪れた際は乙女に対して一目惚れしていた。また、お虎という愛人がいて彼女もまた巨体の女性であり、「吉っちゃま」と呼ばれている。鰻の蒲焼が大好物。
大久保一蔵（大久保利通）
西郷と並ぶ薩摩の大将格。後の内務卿。頭脳明晰な切れ者として描かれている。つけ揚げ（薩摩揚げ）が好物で、折り紙が趣味。
竜馬に対しては初対面で悪印象を抱いており以来嫌悪しているが、思想の相違というよりは、竜馬の奔放な行動から何故か不運に見舞われることが多いというコミカルな展開がなされている（竜馬に悪意は皆無）。しかしそのため竜馬が大政奉還を提案した際にも竜馬は幕府と内密に通じて幕府を救おうとしているのではないかと疑いの眼を向けていた（ただし、薩長同盟締結直前の竜馬の真摯な言動や態度には躊躇する表情も見せている）。
小松帯刀
薩摩藩家老。西郷、大久保に比べて穏健な人物として描かれている。
中村半次郎（桐野利秋）
通称・“人斬り半次郎”。示現流の使い手で普段は陽気で人懐っこい性格だが、敵対するものを斬ることには躊躇しない。同じ人斬りとして新兵衛、以蔵のことを尊敬している。
薩摩人の中では長州に対して好意的だった数少ない人物。義侠心を重んじており、涙もろい。中盤からは髷を切っている。
五代才助（五代友厚）
薩摩藩士。高杉晋作が上海に渡航した際に、同行していた人物の一人。
田中新兵衛
通称・“人斬り新兵衛”。朔平門外の変で姉小路公知が暗殺した張本人と思われたが、自害したため真相は不明。武市とは交流があり、彼の下で剣を振るっていたらしいが...
島津久光
薩摩藩主島津忠義の実父で後見人。藩政の実権を握る。

### 長州関係
吉田松陰
声 - 安原義人
長州藩士で、桂たちの師匠。竜馬が初めて江戸に出てきた際に桂・高杉・伊藤・久坂と共に対面しており、その時黒船来航を眼にし、衝撃を受ける。愛国心の塊のような人物であり、喜怒哀楽が激しく、初対面の竜馬の前でも世の中の動乱を嘆いて号泣していた。
行動も非常に過激で、異国の技術を学ぶため黒船に密航しようとするが失敗、幕府に捕らえられ安政の大獄にて斬首されるが、辞世の句はその後の志士たちに大いに影響を与えた。
桂小五郎（木戸孝允）
声 - 中村大樹
長州藩の代表格。作中きっての美男子。竜馬とはふとしたきっかけで、江戸で出会う。本作では竜馬と御前試合で戦って敗北しているが、剣の腕は超一流と万人が認めていた。しかし、その腕を自慢することもなく暗殺に腕を振るうこともなく竜馬と同じく生涯人を斬ったことは無かったとも言われている。
変装の名人で逃亡生活や密会などの際、乞食や町人などに扮しているが、整った顔立ちを活かして女性に化けるのが一番得意である。常にクールで、他人にほぼ笑顔を見せることはない。
理知的で生真面目な性格だが、長州の代表であるという意識が強すぎて日本全体のことまでは考えが回りにくく融通の利かない場面も多々ある。薩長同盟の計画を知った藩士達に目の敵にされ、陰口を叩かれたり自宅に石を投げ込まれたりと様々な嫌がらせに遭った際には、睡眠時にうなされて泣き叫ぶ等繊細な一面もある。それ故か、維新後は胃痛に苦しみ体調が優れない中で新政府の中枢として活躍したものの、征韓論で敗れた西郷と袂を分った末の西南戦争の最中に京都で病状が悪化して死去した。
高杉晋作
声 - 飛矢馬剣
「静」の桂に対して「動」の存在。奇兵隊創始者。
やや過激で激昂しやすい性格ではあるが、桂よりも器は大きく、竜馬が薩長同盟を持ちかけたときにも薩摩への怒りをこらえ倒幕のために受け入れるという度量を見せ、竜馬から「やっぱりあんたは肝がでかい!」と賞賛された。原作者の武田鉄矢も「高杉ってすごくかっこいい奴だよね」と語っている。
お祭り騒ぎが大好きで、頻繁に三味線を持ち唄っていた。戦では策略に富み、幕軍を蹴散らしていくが、大政奉還直前に肺結核で死亡。竜馬からは「戦の天才ではあったが、決して戦好きではなかった、風流な人だった」 と評されている。
本作では上海を訪れた時にジョン・エリックの航海に同行していた竜馬と出会っており、拳銃もこの時に渡している。
伊藤俊輔（伊藤博文）
声 - 辻谷耕史
長州藩士。竜馬や松陰、桂、高杉、久坂と共に黒船の姿を眼前にして衝撃を受け、その後も長州藩の第一線で活躍する。桂よりも高杉を慕っており、常に高杉に付いていたようで維新後に病死した高杉を称える碑を残している。幕末では目立った活躍は無かったが、維新後に桂の死後長州の中心的存在となり、後に初代総理大臣に就任した。
久坂玄瑞
声 - 佐久田修
長州藩士。竜馬らと共に黒船の姿を目の当たりにする。禁門の変にて戦うが追い詰められ、自害する。
井上聞多（井上馨）
長州藩士。袖解橋の変後に登場しているため、顔中傷だらけである。
山縣狂介（山縣有朋）
長州藩士。後の陸軍卿。
吉田稔麿
長州藩士。池田屋事件にて沖田総司に惨殺される。
三吉慎蔵
長州藩士。宝蔵院流槍術の使い手で竜馬の護衛を務める。寺田屋事件ではその腕前を披露し活躍する。
おうの
高杉の妾（愛人）。
本作では高杉の肺結核を知りながら甲斐甲斐しく世話を焼く女性として描かれている。また高杉の最期の言葉「吉田へ...」は、竜馬からは「彼女のもとへ行きたい」という意味だったと解釈されている（他の長州藩士は吉田は奇兵隊総本山のことで、「もっと幕府軍と戦いたい」という意味で捉えていた）。
村田蔵六（大村益次郎）
医者にして兵学者。戦の指揮を執り、高杉の肺結核の治療も行っていた。肖像画を再現してか頭が異様に大きく、それが原因で散々な目に遭ってしまう。
来島又兵衛
長州藩士。禁門の変にて死亡。
広沢真臣

### 海援隊関係
近藤長次郎
声 - 鈴木晶子（幼年期）、三木眞一郎（青年期）
海援隊隊士。もとは土佐の町人で饅頭屋であり、元土佐勤皇党員。
本作では武市や以蔵と同様、竜馬と幼馴染である。幼いころから勉強熱心であり、友人と一緒にいる時なども一人本を読んでいることが多かった。貧しさ故に学習塾に通うことはできなかったが授業をこっそり盗み見ただけで漢字をスラスラ書くなど、かなり優秀な人物であり、勉強が苦手だった竜馬を感心させる。自分が持つより長次郎が持ったほうがいいと考えた竜馬から教科書を手渡され感激し、以来 友人となる。以蔵とは貧しい境遇から旧知の仲であり、ともに饅頭を売りさばいて真剣を買うことを約束していた。
成人となってからは土佐勤皇党に加盟し、武市について上京して来るが、勝海舟に弟子入りした竜馬について行くことに決め、神戸海軍操練所に入る。竜馬が亀山社中を設立後は持ち前の頭脳を活かして経営に深く関わり、特に英語は陸奥陽之助（陸奥宗光）を追い抜くほどでありトーマス・ブレーク・グラバーとの様々な商談に貢献。しかし、もともと勤皇の志も低く、学問追求の方により関心を持っていたため社中で孤立し始め、独断でイギリス単独留学を決めるという暴挙に出てしまう。さらに、密航船に乗りイギリスに渡る予定が嵐で船が出せず、そのことが社中の者にもすでに知られていたため、糾弾を受けることになり、「私利私欲のために勝手な行動に出た裏切り者は切腹して詫びる」という社中の掟により、切腹して果てた。本作では切腹を強制されたわけではなく最終的な判断は彼自身に任されたため、逃げることも可能だったのだがそれをせず、介錯もなく1人で切腹した。また、このとき竜馬は薩長同盟のために不在であり、裁決は他の隊士によって決められた。
幼少時より生真面目で堅実な性格をしており、作中ではかなりの常識人に当てはまる。武市や以蔵亡き後に、亀山社中の経営に熱心な竜馬に対して「幼いころからの親友だった彼らが殺されて悔しいはずなのに、何故 商売ばかりで自分達の気持ちを酌んでくれないのか」と咎めるシーンがある。
沢村惣之丞
声 - 緑川光
元土佐勤皇党員。竜馬と共に土佐脱藩し、以降苦楽を共にしてきた長い付き合いの隊士。
尊王攘夷の意志はあるが、臆病でもある小男。本作では時として竜馬を罵倒することもあれば、褒めちぎることもあるなど喜怒哀楽の豊かなコミカルなお調子者として描かれている。また相当な頑固者でもあり、柔軟な考え方の竜馬とは意見が食い違うこともあり、陸奥とは犬猿の仲。
本作では竜馬が勝海舟を斬ろうとしていた際に話に加わり、当初は勝を斬ろうとしていたが竜馬に言いくるめられ弟子となった。チーズが大好物。
テレビアニメ版では、竜馬の脱藩の手伝いに白石正一郎（声 - 星野充昭）のところにいる下関まで、京に向かう島津久光の噂を聞いた攘夷志士に促されて、竜馬と袂を分かつ。
岡本健三郎
通称“岡健”。土佐郷士でありながら下横目（役人）を務める佐幕派の人間だったが脱藩し、竜馬について神戸海軍操練所に入隊する。土佐郷士たちのリーダー格になることが多い。
なお、史実では彼は脱藩せず、海援隊にも入隊していない。
陸奥陽之助（陸奥宗光）
元・紀州藩士で後の外務大臣。
浪人ながら社中設立を目論む竜馬の噂を聞きつけ、竜馬を一目見ようと彼に接近する。当初は竜馬に対して懐疑的だったが次第にその人柄を認めて共に行動するようになり、本作では2人で新撰組の屯所に訪れたこともある。本作では竜馬と並んで柔軟な考えのできる数少ない人物であり、頭は相当切れる（ただし英語はにわか仕込みであり、近藤長次郎に抜かれている）。
プライドが大変高く、内面では竜馬がいなければ何もできない土佐郷士達を見下している部分もあり、そんな彼らには虚勢を張ってしまうことも多い。
神戸海軍操練所解散後は長崎で乞食同然の日雇い仕事をしており、偶然見かけた竜馬達の仲間に入れてもらおうとするも高いプライドが災いし、トラブルを起こしてしまうが無事に亀山社中の一員となり、再び竜馬と行動するようになる。
終盤では竜馬の功績を称える語り部としての役割も担っている。
池内蔵太
竜馬とは土佐勤王党時代からの旧友。天誅組の反乱や禁門の変にも参加し、傷だらけになっても命を落とさず活躍したことから自らを“不死身の男”と称していた。薩長同盟締結後、海戦に参加したことがないからという理由で亀山社中に入隊し、同時に海援隊と名前を変える。
入隊直後に参加した航海にて乗船した船が沈没し、落命する。
長岡謙吉
竜馬の秘書的存在。
高松太郎
竜馬の甥（長姉・鶴の長男）。叔父である竜馬の言動を真似ても、隊士達からは似ていないと評される。
血縁関係については、作中ではほぼ語られることはない。
小曽根英四郎
長崎の豪商。亀山社中のスポンサーである。

### アメリカ関連
ジョン・エリック
声 - 屋良有作
竜馬が幼少のころ、土佐に漂着したアメリカ人の捕鯨船員。幼き竜馬と会った時点で片言ながら滑らかな日本語で話すことができた（後述のお徳婆さんに教わったという）。竜馬と同じちぢれ毛のヘアスタイルに大柄な体つきで、アメリカには家族もいる。匿ってくれていた「オトクサン（お徳という名のお婆さん）」の死後、村の家畜を殺して食べていたことから天狗として恐れられていた。天狗退治を引き受けた竜馬によって助けられ、坂本家と佐々木家(加代)の人々らの協力と援助を仰ぎ、再び海へ漂流することになる。なお、天狗退治のときに挑んだ子供たちのいるなか、洞穴の中で幼き竜馬に世界地図を見せて竜馬が世界を知るきっかけを作った人物の一人。
その後無事にアメリカに戻り、今度は彼が万次郎を救出する。さらに後では竜馬を航海に誘う手紙を送っており、それが竜馬が脱藩するきっかけとなる。名前の由来はジョン・レノン＋エリック・クラプトン。
万次郎を救出した人物は実在するが竜馬との関わりは一切なく、架空の人物である。
守り神として肩身放さずに持ってる六芒星のペンダントを持っており、竜馬の着物の升掛桔梗の家紋（八芒星）を見た瞬間に、少年の竜馬のことを「天使」や「神の使い」と崇めていた。
マーガレット・エリック
声 - 平松晶子
ジョンの娘。幼少のころから父より竜馬のことを聞かされており、出会う前から竜馬に憧れを抱いていた。
日本語を流暢に話せるが、滞在期間が長かったのか長崎弁である。アニメ版では金髪で、父親と一緒に海外貿易で船を渡りながら世界中の彼氏がいるが、竜馬のことが気にしてる。
平助
声 - 中原茂
日本人だが、ジョンの船で働いている船員。長崎弁が堪能。

### 公家
姉小路公知
若き公家であり、武市とは尊王攘夷派の同士であったが、若い故に考えは柔軟で、神戸海軍塾の勝と竜馬により黒船に乗ったことで西欧列国の強さを理解し、開国の必要性を認めることになる。好奇心旺盛で竜馬のことはとても気に入っていた。
朔平門外の変により死亡。
岩倉具視
維新の十傑の一人であるが、作中では蟄居の身であるため行動できない場面がほとんど。竜馬により新政府の中心的人物に推される。

### その他
清河八郎
声 - 不明
北辰一刀流の剣士で竜馬の同門。文武両道で、学問と剣術を一人で教える清河塾を開設後、「佐幕の兵」という名目で実際は尊王攘夷の兵として浪士組を結成。結果的には新撰組の創始者となる。
三岡八郎（由利公正）
越前福井藩士。松平春嶽の右腕的存在。勝海舟には竜馬とは「長身で剣の腕が立ち、無知な攘夷を唱えない」という点で共通点が多いと評されている。
トーマス・ブレーク・グラバー
声 - 大友龍三郎
スコットランドの武器商人。テレビアニメ版ではジョン・エリックの友人。後に漫画版でのデザインが異なり、漫画版は立派な口髭だけ生えている若い美男。一方のアニメ版は壮年期の頃の茶色いアゴ髭まで蓄えている。
お登勢
寺田屋のおかみ。
佐久間象山
声 - 牛山茂
発明家で、当時の日本最大の知識人。竜馬が初めて江戸へ修行に行き黒船を目撃した直後に高杉の紹介で出会っている。後に勝海舟の妹・勝順子と結婚する。
宮部鼎蔵
肥後藩脱藩。過激尊攘派であり、京都大火・天皇拉致を画策するが、新撰組に襲撃され応戦するも近藤勇に斬殺され死亡。詳細は池田屋事件参照。
河上彦斎
肥後藩士。通称“人斬り彦斎”。佐久間象山を暗殺する。
おたね
声 - 巴菁子
アニメオリジナルキャラクターで、坂本家の女中のおばさん、幸の世話役。
藤吉
竜馬の下僕として仕えた元・力士。竜馬に心酔していて、松平源太郎が竜馬を斬ろうとした際には力士の技を披露して圧倒。
最期は近江屋で竜馬、中岡と共に暗殺（史実では中岡と同様に数日は息があったと言われている）される。
おたる
オリジナルキャラクター。大政奉還が成った日の朝に竜馬が出会った老婆。一人息子が嫁ばかりを大事にして母である自分に冷たいことを嘆いていたが、竜馬の優しさに触れ元気を取り戻す。以降竜馬と親しくなり、煮物の差し入れや風邪の看病などをして尽くすようになる。竜馬が暗殺される直前まで近江屋にいたが、息子が迎えに来たため難は逃れる。その翌々日に来訪の約束をしていたが、叶うことはなかった。
朱亥
声 - 千葉繁
竜馬がジョンらと共に上海を訪れた際、竜馬らの乗る馬車を襲った武装集団の中にいた、以蔵によく似た容姿をした中国人青年。幼い弟妹らとともに太平天国の志士として活動していた。英国兵に撃たれ負傷したところを竜馬に手当されたことがきっかけでしばらく行動を共にしていたが、処刑場で仲間が斬首されそうになっているところを見かけると単身切り込むものの射殺される。
中国人少年
声 - 嶋村薫
アメリカ人少女
声 - 嶋村薫

### ナレーション
大和田獏

## テレビアニメ
1992年4月7日から1993年3月30日にかけて、NHK総合テレビでテレビアニメ化された。全39話。NHK地上波の新作アニメ枠の作品として初めて、ステレオ放送を行なった作品である。
原作での残酷描写やアダルト描写は極力抑えられており、容堂が子供たちを処刑するシーンに関しては、流血や切断はカットされた。
アニメ放送中は原作が続いていたことから、原作に先駆け、アニメオリジナルの形で最終回を描くことになり、上海から帰国後の明治維新までの竜馬の行動、および国内情勢は全てダイジェストで描かれ、暗殺シーンへと繋げている。
本放送は火曜19:30枠であったが、この時間帯のアニメ枠は『子鹿物語』以来で、現時点では本作が最後である（実質的に前番組にあたる『アニメひみつの花園』は金曜19:30枠、後番組にあたる『忍たま乱太郎（第1期）』は土曜18:10枠である）。
本放送当時の広報資料等では「歴史上の人物の生い立ちが学べる大河アニメ」と書かれていた。
主題歌のオープニングテーマ「くそったれの涙」、エンディングテーマ「風の一歩」は原作者の武田が歌っている。
VHS化、レーザーディスク化は放送当時にされており、2010年3月に角川映画より完全版DVD-BOXが発売された。また、NHKでは長崎県限定で2009年11月9日より再放送されたものを除き、地上波・BSのどちらでもこれまでに一度も再放送されたことがない。パッケージソフトでは全39話となっているが、本放送時の最終回は第35話から第39話を編集した70分スペシャルとなっている。

### スタッフ
- 原作 - 武田鉄矢、小山ゆう
- 総監督 - 笹川ひろし
- 監督 - 香川豊
- キャラクターデザイン・総作画監督 - はしもとかつみ
- 美術監督 - 河野次郎
- 音響監督 - 藤山房伸
- 撮影監督 - 白井久男
- 音楽 - 相良まさえ
- 考証 - 永國淳哉
- アニメーションプロデューサー - 古川博三、菅野てつ勇
- アニメーション制作 - 日本ヘラルド映画、アニメーション21
- 共同制作 - NHKエンタープライズ
- 制作・著作 - NHK

### 主題歌
オープニングテーマ「くそったれの涙」
作詞 - 大津あきら / 作曲 - 鈴木キサブロー / 唄 - 武田鉄矢
後に青年期の竜馬の声を担当した関俊彦が、BS11で放送している「週刊コミックTV コミソンタイム」においてカバーしており、「真・週刊コミックTV+ コミソンCD 81プロデュースVer.」に収録。
エンディングテーマ「風の一歩」
作詞 - 大津あきら / 作曲 - 鈴木キサブロー / 唄 - 武田鉄矢

### 各話リスト
| 話数 | サブタイトル                  | 脚本     | コンテ     | 演出       | 作画監督        | 放送日        |
| ---- | ----------------------------- | -------- | ---------- | ---------- | --------------- | ------------- |
| 1    | 竜馬誕生                      | 岸間信明 | 香川豊     | 香川豊     | はしもとかつみ  | 1992年 4月7日 |
| 2    | 弱虫竜馬                      | 岸間信明 | 笹川ひろし | 池野鯉太郎 | 郷敏治          | 4月14日       |
| 3    | 剣士の魂                      | 岸間信明 | 貞光紳也   | 貞光紳也   | はしもとかつみ  | 4月21日       |
| 4    | 塾生失格                      | 吉田通代 | 香川豊     | 生頼昭憲   | 高橋明信        | 5月5日        |
| 5    | 強くなりたい!                 | 岸間信明 | 池野鯉太郎 | 吉田正広   | 保田康治        | 5月12日       |
| 6    | 逃げ腰竜馬                    | 吉田通代 | 阿部紀之   | 阿部紀之   | 郷敏治          | 5月19日       |
| 7    | 対抗試合                      | 松下幹夫 | 貞光紳也   | 冨永恒雄   | はしもとかつみ  | 6月2日        |
| 8    | 勝負…あった!                  | 吉田通代 | 池野鯉太郎 | 池野鯉太郎 | 鈴木満          | 6月9日        |
| 9    | 天狗退治                      | 山元清多 | 生頼昭憲   | 生頼昭憲   | 石川修          | 6月16日       |
| 10   | 天狗の正体                    | 山元清多 | 池野鯉太郎 | 津田義三   | 郷敏治          | 6月23日       |
| 11   | 天狗救出大作戦                | 吉田通代 | 阿部紀之   | 阿部紀之   | はしもとかつみ  | 6月30日       |
| 12   | 三日三晩の意地                | 吉田通代 | 寺田和男   | 冨永恒雄   | 菊地城二        | 7月7日        |
| 13   | 母さんの教え                  | 岸間信明 | 笹川ひろし | 岩崎良明   | はしもとかつみ  | 7月14日       |
| SP   | 母さん、ぼくきっと強くなるよ! | -        | -          | -          | -               | 7月21日       |
| 14   | 青春の夜明け前                | 吉田通代 | 香川豊     | 則座誠     | 梶原淳平        | 9月1日        |
| 15   | 心の中の英雄                  | 吉田通代 | 白土武     | 伊東政雄   | 金子匡邦        | 9月8日        |
| 16   | 父と子                        | 松下幹夫 | 池野鯉太郎 | 池野鯉太郎 | 小泉昇          | 9月22日       |
| 17   | 恋の真剣勝負                  | 吉田通代 | 阿部紀之   | 阿部紀之   | はしもとかつみ  | 10月6日       |
| 18   | 江戸剣術修行                  | 岸間信明 | 冨永恒雄   | 冨永恒雄   | 菊池城二        | 10月13日      |
| 19   | 黒船来襲                      | 山元清多 | 小林常夫   | 小林常夫   | 河内日出夫      | 10月20日      |
| 20   | 江戸の土産を手のひらに        | 山元清多 | 竹之内和久 | 小泉昇     | 小泉昇          | 10月27日      |
| 21   | 熱き日本の志士となれ!         | 吉田通代 | 白土武     | 伊東政雄   | 金子匡邦        | 11月17日      |
| 22   | 八平、最後の教え              | 吉田通代 | 阿部紀之   | 牛草健     | 郷敏治          | 11月24日      |
| 23   | 御前試合                      | 松下幹夫 | 池野鯉太郎 | 池野鯉太郎 | 小泉昇          | 12月1日       |
| 24   | 勝った決った、胴一本!         | 松下幹夫 | 青木佐恵子 | 青木佐恵子 | 河内日出夫      | 12月8日       |
| 25   | 琢磨、死んだらいかんぜよ!     | 吉田通代 | 阿部紀之   | 岩崎良明   | はしもとかつみ  | 1993年 1月5日 |
| 26   | さらば江戸、さらば千葉道場    | 吉田通代 | 白土武     | 伊東政雄   | 金子匡邦        | 1月12日       |
| 27   | これぞ北辰一刀流!             | 吉田通代 | 池野鯉太郎 | 池野鯉太郎 | 山口泰弘 松本清 | 1月26日       |
| 28   | 一触即発! 上士対郷士          | 吉田通代 | 芦沢剛史   | 芦沢剛史   | 中島豊秋        | 2月9日        |
| 29   | われら土佐勤王党              | 吉田通代 | 池野鯉太郎 | 岩崎良明   | 郷敏治          | 2月16日       |
| 30   | 以蔵の書いた? ラブレター      | 松下幹夫 | 白旗伸朗   | 白旗伸朗   | 工藤裕加        | 2月23日       |
| 31   | 夢は世界の海へ…               | 吉田通代 | 大地丙太郎 | 大地丙太郎 | 畑良子          | 3月2日        |
| 32   | 土佐よさらば! 竜馬脱藩        | 吉田通代 | 高木真司   | 高木真司   | 岡迫亘弘        | 3月9日        |
| 33   | めざせ長崎、乗るぜ黒船        | 吉田通代 | 池野鯉太郎 | 池野鯉太郎 | はしもとかつみ  | 3月16日       |
| 34   | ようこそ竜馬、船上の再会      | 吉田通代 | 白土武     | 伊東政雄   | はしもとかつみ  | 3月23日       |
| 35   | 世界の海へ第一歩              | 吉田通代 | 寺田和男   | 岩崎良明   | 郷敏治          | 3月30日       |
| 36   | 半平太・最後の切り札          | 松下幹夫 | 大地丙太郎 | 大地丙太郎 | 畑良子          | 3月30日       |
| 37   | あこがれの異国で見たものは…   | 松下幹夫 | 高木真司   | 高木真司   | 岡迫亘弘        | 3月30日       |
| 38   | 立ち上がれ、友よ!             | 吉田通代 | 池野鯉太郎 | 池野鯉太郎 | 郷敏治          | 3月30日       |
| 39   | 日本へ                        | 吉田通代 | 香川豊     | 香川豊     | はしもとかつみ  | 3月30日       |

### お〜い竜馬!ミニ百科（アニメ版）
本編終了後の約5分間を使い、物語に関係する場所・人物等をより具体的に紹介し、補足するコーナー。それ以外にも以下のようなものもあった。
- 島本須美本人が高知城で行われていた坂本竜馬のイベントを紹介
- 投稿された絵を紹介
- 全国の竜馬と名の付く視聴者を紹介

## 舞台
- 2005年10月には劇団グワィニャオンの全面バックアップの元、ジョーダンズの三又又三のプロデュース・主演で舞台劇が上演された。
- 2006年8月には、マジックファクトリー制作の元、三又が立ち上げた劇団マッチョドラゴンが再演し、そのまんま東（後の宮崎県知事・東国原英夫）が勝海舟役で出演した。